# Republika Ilirida
Republika Ilirida trebala je biti upravna jedinica u sklopu Makedonije, koja je 6. travnja 1992. izrasla iz Albanske zajednice Ilirida utemeljene nakon Referenduma albanaca o teritorijalnoj i političkoj autonomiji u Makedoniji 11. i 12. siječnja 1992., kao političke, kulturne, gospodarske i područne cjeline Albanaca u Makedoniji.

## Povijest
Referendum o statusu Albanaca u Makedoniji proglašen ilegalnim od makedonske vlade, održan je u siječnju 11. i 12. 1992. godine. 74 % od 92 % onih koji imaju pravo glasa, glasovalo je za teritorijalnu i političku autonomiju Albanaca.
Dana, 31. ožujka 1992. godine, oko 40.000 Albanaca protestirali su na ulicama Skoplja i tražili da Makedonija bude imenovana kao zemlja koja ne poznaje prava etničkih Albanaca.
6 dana kasnije, 6. travnja 1992. godine, Republika Ilirida, proglašena je od strane albanskih aktivista u Strugi. Glavni organizator bio je bivši član PDP-a, Nevzat Halili, pred grupom aktivista i građana od 2500 ljudi.

## Simboli

### Zastava
Zastava Republike Ilirida se sastoji od dvije boje: crvene i bijele, s grbom u sredini. Omjer širine i dužine zastave je 6 : 9. Boje zastave su položene vertikalno i to ovim redom s lijeve strane: crvena, bijela i crvena. Grb Iliride je smješten u sredini zastave.
Zastava se još za vrijeme konflikta 2001. godine počela koristiti na svadbama, a postala je nezaobilazna i na ostalim društvenim događajima albanskog naroda u Makedoniji.